# Fosfur de gal·li
El fosfur de gal·li (amb fórmula química GaP), és un material semiconductor compost amb una banda intercalada indirecta de 2,24 eV a temperatura ambient. El material policristalí impur té l'aspecte de peces de color taronja pàl·lid o grisenc. Els cristalls senzills no dopats són de color taronja, però les oblies fortament dopades semblen més fosques a causa de l'absorció del portador lliure. És inodor i insoluble en aigua.

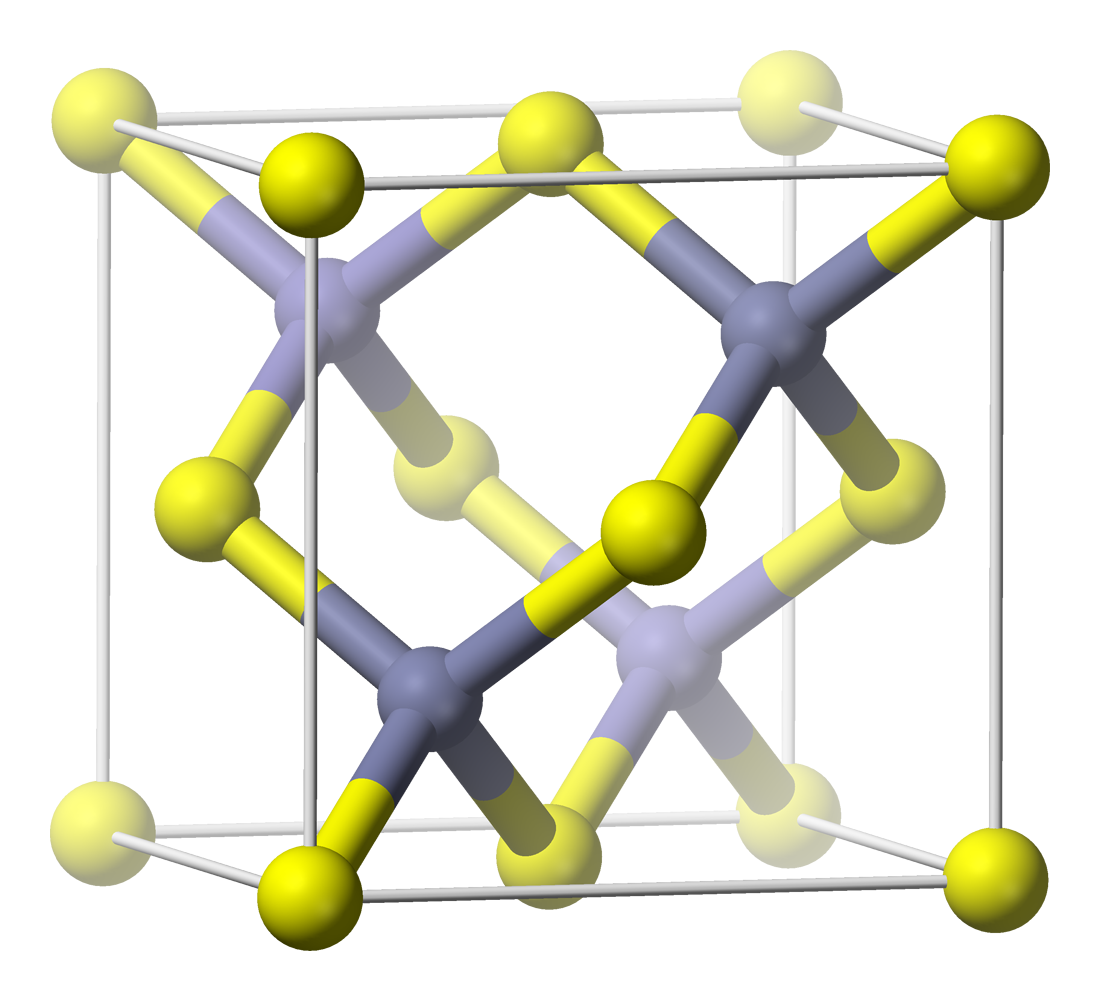
Estructura cristal·lina

GaP té una microduresa de 9450 N/mm 2, una temperatura Debye de 446 K (173 °C) i un coeficient d'expansió tèrmica de 5,3 ×10−6 K −1 a temperatura ambient. El sofre, el silici o el tel·luri s'utilitzen com a dopants per produir semiconductors de tipus n. El zinc s'utilitza com a dopant per al semiconductor de tipus p.
El fosfur de gal·li té aplicacions en sistemes òptics. La seva constant dielèctrica estàtica és 11,1 a temperatura ambient. El seu índex de refracció varia entre ~3,2 i 5,0 en el rang visible, que és més alt que en la majoria dels altres materials semiconductors. En el seu rang transparent, el seu índex és més alt que gairebé qualsevol altre material transparent, incloses les pedres precioses com el diamant, o les lents sense òxid com el sulfur de zinc.
El fosfur de gal·li s'ha utilitzat en la fabricació de díodes emissors de llum (LED) vermells, taronges i verds de baix cost amb brillantor baixa a mitjana des dels anys 60. S'empra independentment o juntament amb el fosfur d'arsenur de gal·li. Els LED Pure GaP emeten llum verda a una longitud d'ona de 555 nm. El GaP dopat amb nitrogen emet groc-verd (565 nm) GaP lleuger, dopat amb òxid de zinc, emet vermell (700 nm).
El fosfur de gal·li és transparent per a la llum groga i vermella, per tant, els LED GaAsP-on-GaP són més eficients que GaAsP-on-GaAs.